# Hendes Verden
Hendes Verden er et dansk kvindeugeblad, der udgives af Egmont-koncernen. 
Bladet blev grundlagt i 1935 under navnet Flittige Hænder, men har siden 1965 haft sit nuværende navn. 
Det henvender sig til kvinder i alderen 30 til 65 år, og indeholder hovedsageligt artikler om madlavning, håndarbejde, sundhed og fritid.
Bladet udkommer hver mandag i 47.836 eksemplarer, men læses af 170.000.